# Aigle Azur
Aigle Azur Transports Aériens sas, commercialmente nota come Aigle Azur, è stata una compagnia aerea francese con sede a Tremblay-en-France e base operativa principale nell'Aeroporto di Parigi Orly. 

## Storia
Il nome rievocava quello di SAA-Société Aigle Azur S.A., costituita nel 1946 da Sylvain Floirat e attivata nel mese di settembre per effettuare voli ad hoc, soprattutto nell'allora Indocina Francese, anche tramite una sussidiaria locale. Dopo la cocente sconfitta di Dien-Bien-Phu la società aveva ben poco da fare nella zona e cessò tutte le attività. Il 1° maggio 1955 quanto rimaneva fu assorbito da U.A.T.
Totalmente slegata da quanto sopra Lucas Air Transport/Lucas Aviation fu fondata nel marzo 1970 per effettuare voli privati, aero-taxi, trasporto merci ed altro con piccoli bimotori Beechcraft ed Embraer. Nel 1975 debuttavano i primi collegamenti regolari che, due anni dopo, venivano commercializzati con il marchio "Lucas Aigle Azur". Questa seconda denominazione divenne la ragione sociale nel 1987 e, da quel momento, le ambizioni divennero maggiori perché l'azienda si buttò a capofitto nel settore charter acquisendo acconci velivoli di costruzione Airbus: A.320, A.321, A.300. Ma poi anche Boeing 737 e, per le attività minori, Saab 340. All'epoca gli azionisti erano HNA Group cinese (48%), l'imprenditore statunitense David Neeleman (32%) e Lu Azur (20%). 
Ma non era oro tutto quello che riluceva. I voli di linea, fortemente orientati verso Portogallo e Algeria, subirono rallentamenti e sospensioni. Il declino sembrò inarrestabile. Al momento della fine delle operazioni, avvenuta il 5 settembre 2019, era la più antica aerolinea privata francese nonché seconda del paese. Dopo la presentazione dell'istanza di fallimento, la compagnia fu posta in amministrazione controllata il 2 settembre e la procedura di liquidazione iniziò il 23 settembre.

## Flotta
Al momento della chiusura, la flotta di Aigle Azur era così composta::
| Aereo           | In servizio | Ordini | Passeggeri | Passeggeri | Passeggeri |
| Aereo           | In servizio | Ordini | C          | Y          | Totale     |
| --------------- | ----------- | ------ | ---------- | ---------- | ---------- |
| Airbus A319-100 | 1           | —      | —          | 144        | 144        |
| Airbus A320-200 | 8           | —      | —          | 174        | 174        |
| Airbus A320-200 | 8           | —      | —          | 180        | 180        |
| Airbus A330-200 | 2           | —      | 19         | 268        | 287        |
| Totale          | 11          | —      |            |            |            |